# Justin Forst
Justin Forst (* 21. Februar 2003 in Innsbruck) ist ein österreichischer Fußballspieler.

## Karriere

### Verein
Forst begann seine Karriere beim Innsbrucker SK. Im Jänner 2010 wechselte er zum SV Innsbruck. Zur Saison 2017/18 kam er in die AKA Tirol. Ab der Saison 2018/19 spielte er zudem im Erwachsenenbereich für seinen Stammklub SVI. Für dessen Kampfmannschaft kam er zu vier Einsätzen in der Tiroler Liga, zudem spielte er ebenfalls viermal für die Reserve in der neunthöchsten Spielklasse. In den abgebrochenen Spielzeiten 2019/20 und 2020/21 kam er jeweils zu einem Einsatz in der Tiroler Liga.
Zur Saison 2021/22 wechselte Forst zum Bundesligisten WSG Tirol. Bei der WSG spielte er zunächst allerdings für die drittklassigen Amateure. Im Oktober 2021 debütierte er schließlich in der Bundesliga, als er am elften Spieltag der Saison 2021/22 gegen den TSV Hartberg in der 90. Minute für Thomas Sabitzer eingewechselt wurde. Für die WSG kam er in dreieinhalb Jahren zu 47 Einsätzen in der Bundesliga, in denen er zwei Tore erzielte.
Im Jänner 2025 wechselte Forst zum Zweitligisten ASK Voitsberg. Für Voitsberg lief er 14 Mal in der 2. Liga auf, aus der er mit dem Team aber am Ende der Saison 2024/25 abstieg. Daraufhin wechselte Forst zur Saison 2025/26 zu Zweitligist Admira Wacker.

### Nationalmannschaft
Forst debütierte im März 2022 gegen Spanien im österreichischen U-19-Team. Mit der U-19-Auswahl nahm er 2022 an der EM teil. Während des Turniers kam er zu drei Einsätzen, mit Österreich schied er aber in der Gruppenphase aus und verpasste anschließend auch die Qualifikation für die WM.
Im März 2023 gab er gegen Polen sein Debüt für die U-21-Auswahl.